# Шампоан (филм)
„Шампоан“ (на английски: Shampoo) е американска романтична комедия от 1975 г. на режисьора Хал Ашби. Във филма участват Джули Кристи, Уорън Бейти, Лий Грант и Джак Уордън.

## Сюжет
Действието се развива през 1968 г. в Калифорния на фона на предизборната кампания за председателството на Ричард Никсън и Хубърт Хъмфри.
Джордж Роули е успешен фризьор в Бевърли Хилс, недоволен от сегашната си работа, безуспешно се опитва да получи банков заем и да започне собствен бизнес. С помощта на една от многото му приятелки той се запознава с голям инвеститор, който обещава да обмисли финансирането му.
Поради многото си любовни връзки Джордж се оказва в много трудни ситуации и е принуден да търси какви ли не начини,за да обясни на настоящата си партньорка Джил за редицата очевидни несъответствия в собствените си обяснения за приключенията на един екстравагантен младоженец.

## В ролите
| Изпълнител    | Роля          |
| ------------- | ------------- |
| Уорън Бейти   | Джордж Раунди |
| Джули Кристи  | Джеки         |
| Голди Хоун    | Джил          |
| Лий Грант     | Фелисия       |
| Джак Уордън   | Лестър        |
| Тони Бил      | Джони         |
| Джей Робинсън | Норман        |
| Джордж Фърт   | Мистър Петис  |
| Сюзън Мур     | Глория        |
| Кари Фишър    | Лорна Карф    |
| Луана Андерс  | Дебра         |

## Награди и номинации
Лий Грант печели Оскар за поддържаща женска роля, а филмът е номиниран за още три Оскара — за поддържаща мъжка роля (Джак Уордън), сценография (Р. Силбърт, У. Кембъл и Дж. Гейнс), и сценарий (Робърт Таун и Уорън Бейти). Освен това има още пет номинации за Златен глобус и една на BAFTA.